# Slipbladige rudbeckia
Slipbladige rudbeckia (Rudbeckia laciniata) is een vaste plant, die tot de composietenfamilie (Asteraceae) behoort. De plant staat op de Nederlandse Rode lijst van planten als zeldzaam en stabiel of toegenomen. De plant komt van nature voor in Noord-Amerika en is van daaruit in de negentiende eeuw verspreid naar Europa. Slipbladige rudbeckia wordt ook in de siertuin aangeplant. Het aantal chromosomen is  2n = 36 of 76.
De plant wordt 80-200 cm hoog, heeft een houtige wortelstok en grijsgroene, rechtopgaande stengels, die bovenaan vertakt zijn. De onderste, 15-50 cm lange bladeren zijn diep drie- tot zevendelig met slippen die grof getand tot dieper ingesneden zijn. De andere bladeren zijn 8-40 cm lang en 3-20 cm breed. De middelste bladeren zijn meestal driedelig, terwijl de bovenste bladeren ongedeeld zijn.

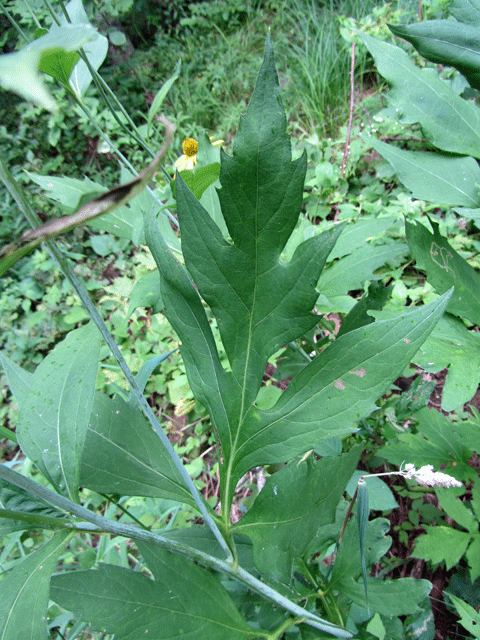
Blad

De plant bloeit van juni tot in oktober met goudgele lint- en  geelgroene buisbloemen, die in een 6-10 cm groot hoofdje zitten. Een hoofdje heeft acht tot twaalf 15-50 cm lange en 4-14 mm brede lintbloemen en honderdvijftig tot driehonderd 9-30 mm lange en 10-23 mm brede buisbloemen. De geelgroene bloemhoofdjesbodem is kegelvormig verlengd. De omwindselbladen zijn 3-7 mm lang.
De vrucht is een 3-4,5 mm lang nootje met een pappus, die bestaat uit een getand kroontje met vier tot 1,5 mm lange tanden.

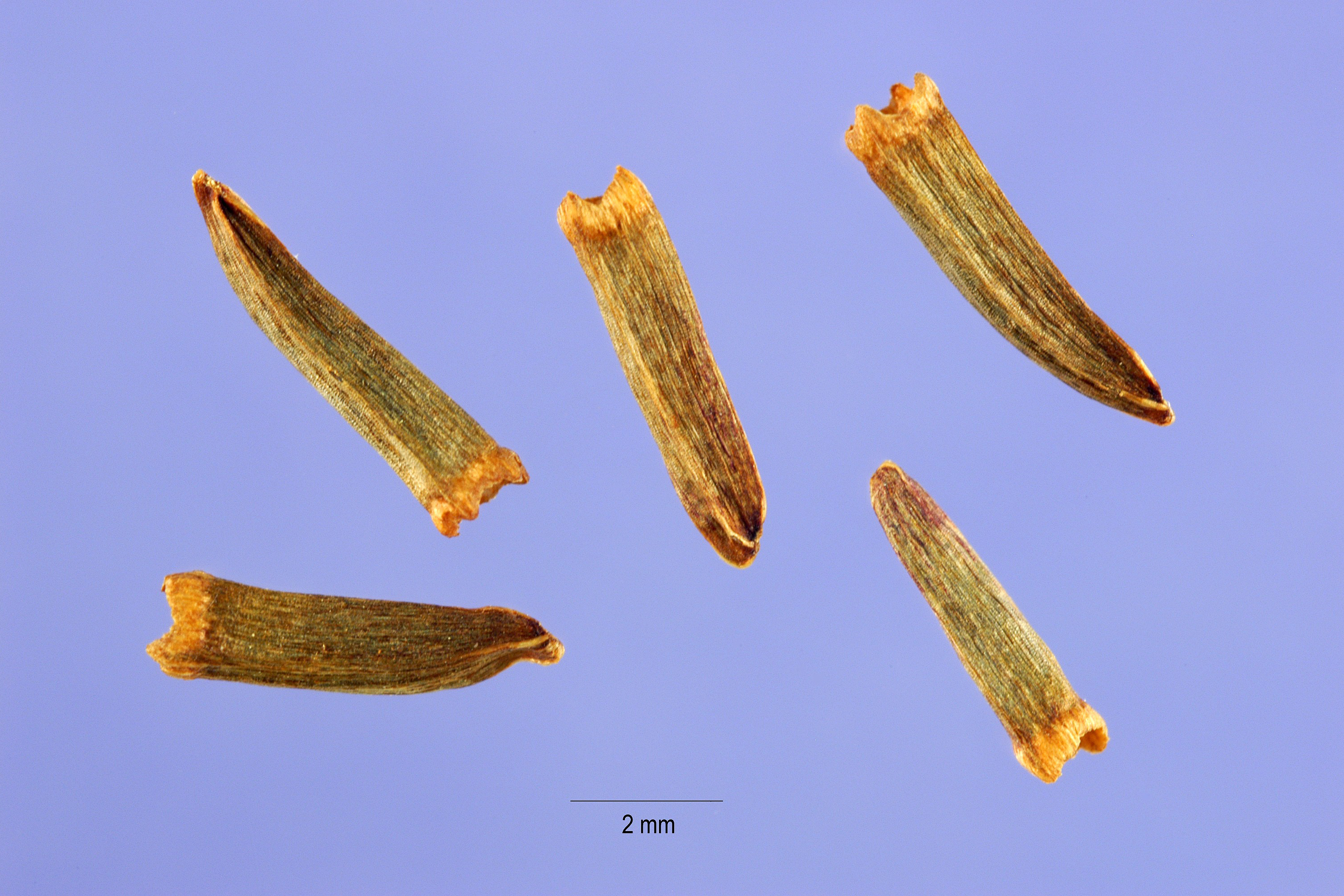
Nootjes

Slipbladige rudbeckia komt voor op natte, zeer voedselrijke grond.

## Namen in andere talen
- Duits: Schlitzblättriger Sonnenhut
- Engels: Coneflower, Green-headed Coneflower
- Frans: Rudbeckia lacinié